# Districte municipal de Vílnius
El Districte municipal de Vílnius (en lituà: Vilniaus rajono savivaldybė) és un dels municipi de Lituània, al comtat de Vílnius. Envolta a la capital Vílnius per tres costats, i toca al districte municipal de Trakai per un altre.

## Seniūnijos del districte municipal Vílnius
- Avižienių seniūnija (Avižieniai)
- Bezdonių seniūnija (Bezdonys)
- Buivydžių seniūnija (Buivydžiai)
- Dūkštų seniūnija (Dūkštos)
- Juodšilių seniūnija (Juodšiliai)
- Kalvelių seniūnija (Kalveliai)
- Lavoriškių seniūnija (Lavoriškės)

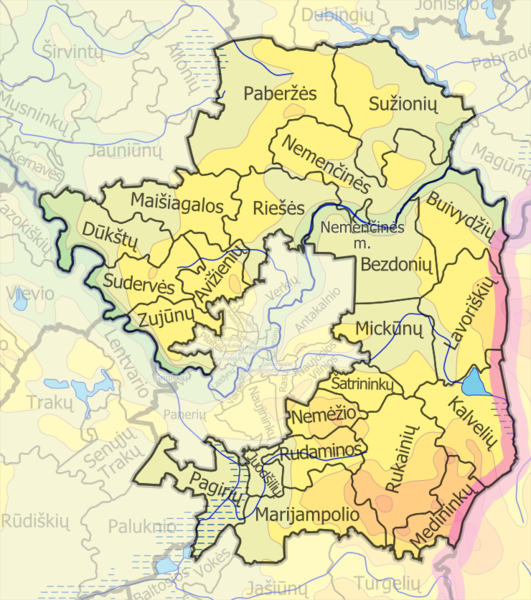
Mapa dels seniūnijos del districte municipal de Vílnius

- Maišiagalos seniūnija (Maišiagala)
- Marijampolio seniūnija (Marijampolis)
- Medininkų seniūnija (Medininkai)
- Mickūnų seniūnija (Mickūnai)
- Nemenčinės seniūnija (Nemenčinė)
- Nemenčinės miesto seniūnija (Nemenčinė)
- Nemėžio seniūnija (Nemėžis)
- Paberžės seniūnija (Paberžė)
- Pagirių seniūnija (Pagiriai)
- Riešės seniūnija (Didžioji Riešė)
- Rudaminos seniūnija (Rudamina)
- Rukainių seniūnija (Rukainiai)
- Sudervės seniūnija (Sudervė)
- Sužionių seniūnija (Sužionys)
- Šatrininkų seniūnija (Vėliučionys)
- Zujūnų seniūnija (Zujūnai)